# مرگ بر جاسوسان
مرگ بر جاسوسان منتشر شده در سال ۲۰۰۷ میلادی (به روسی: шпионам Смерть)یک بازی سوم شخص تیراندازی و سبک مخفی کاری برای کامپیوتر می‌باشد. زمان بازی در زمان جنگ جهانی دوم می‌گذرد. بازی به واسطهٔ شرکت ۱سی کمپانی و هاگارد گیمز ساخته شده است.